# Palma Aqua Màgica
El Palma Aqua Màgica fou un club de bàsquet fundat el 1983 a Alcúdia com a Club Bàsquet Alcúdia que es traslladà a la capital el 2005, on competí com a Palma Aqua Màgica, el nom de l'espònsor, durant dos anys fins que tornà a Alcúdia el 2008, on juga actualment amb el nom de Dakota Alcúdia per raons de patrocini.
Durant la darrera etapa jugà al Pavelló Municipal d'Esports de Son Moix, a Palma, i tenia dos equips vinculats, el l'Alcúdia i el Palma Playa Park, a l'Arenal. Per falta de patrocinador, el 2008, el club no s'inscrigué a cap competició. No obstant això, l'equip competí a la Primera Nacional la temporada 2008/09 i acabà per esdevenir el filial del Palma Bàsquet, mentre que l'Alcúdia romangué a la 1a autonòmica.

## Història
El Club Bàsquet Alcúdia es fundà el 1983 i jugà en categories regionals fins al 1988, quan aconseguí l'ascens a la Segona Divisió Nacional, equivalent a la Primera Divisió Nacional de Bàsquet actual. En aquesta categoria es va mantenir quinze anys, generalment entre les posicions altes i disputant fins a tres fases d'ascens.
L'any 2002 entrà al club una nova directiva liderada per Miquel Ramis, la qual donà embranzida a l'entitat i la dotà d'un plus de qualitat que culminà dos anys més tard, la temporada 2003/04, amb l'ascens a LEB Plata. La temporada 2004/05, que competí amb el nom d'Alcúdia-Aracena després d'absorbir el CB Aracena, acabà sisè en aquesta categoria, cosa que li permeté de participar en els playoffs d'ascens i, contra tot pronòstic, d'aconseguir l'ascens a LEB Or després d'eliminar el CB Pozuelo a quarts i l'Autocid Ford Burgos a semifinals.
La temporada 2005/06, ja a la tercera categoria (LEB Or), suposà un gran canvi per l'entitat. El camp de joc del club era força reduït i precari, i el club no sentia suport per part de l'Ajuntament de la ciutat, de manera que ja d'abans de certificar l'ascens hom ja considerava de traslladar-se a una altra localitat. El mateix estiu del 2005 arribà un nou patrocinador, Palma Aqua Magica, i així se certificà el trasllat a Palma, on el club passà a disputar els partits com a local, al Palau Municipal d'Esports de Son Moix, per bé que les categories inferiors les mantengué a Alcúdia.
El club conformà un projecte ambiciós per esdevenir un club referència a tota l'illa consolidat a la primera categoria, però tot i el pressupost hom no assolí més que dues vuitenes posicions. La temporada 2007/08 començà amb la mateixa ambició, però el club rebé diversos revessos. Per començar, la tempesta del 4 d'octubre assolà el pavelló on disputava els partits, i l'equip hagué de jugar temporalment a Inca per finalment anar a jugar al Palma Arena. Per altra banda, les intencions especulatives del patrocinador Palma Aqua Màgica foren frustrades per les institucions, que no donaren llicència perquè l'empresa construís el centre comercial de les Fontanelles; davant aquesta situació, els inversors perderen interés en el projecte i l'empresa retirà el seu patronatge al club. D'aquesta manera romania orfe d'ingressos i acabà la temporada amb una situació econòmica tan insostenible que, tot i aconseguir la permanència esportiva, el projecte no tirà envant i no va inscriure cap equip la temporada pròxima, perdent així definitivament la plaça a la segona categoria.
Al seu torn, durant el final de la temporada 2007/08 s'havia anat gestant la creació del Bàsquet Mallorca com a fusió de diversos clubs, però per mor de la fallida del projecte de l'Aqua Magica finalment no en feu part, i així el CB Inca (LEB Or) i el CB Muro (LEB Plata) crearen el nou club sense l'Aqua Magica, que, rescindit el contracte de patrocini, abandonà aquest nom i acabà la competició com a CB Alcúdia.
Tota l'estructura de bàsquet formatiu del club, que no s'havia mogut d'Alcúdia, continuà d'inscriure equips, ara a les categories regionals, i el 2009 celebrà el 25è aniversari.

## Categories
- 2004/05: LEB Plata (2n)
- 2005/06: LEB Or (8è)
- 2006/07: LEB Or (8è)
- 2007/08: LEB Or (13è)